# Азербайджанская литература

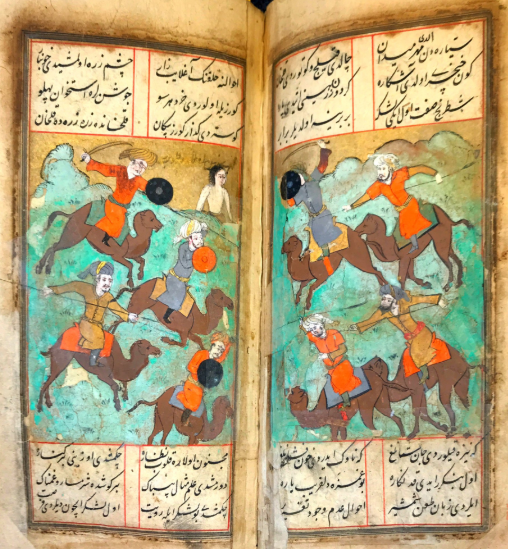
Страницы из рукописи поэмы «Лейли и Меджнун» Физули

Азербайджанская литература (азерб. Azərbaycan ədəbiyyatı) — совокупность письменных произведений на азербайджанском языке, который является государственным языком Азербайджана и широко распространён на северо-западе Ирана, а также в Грузии, Турции и России. Письменная азербайджанская литература возникла в XIV—XV веках.

## Средневековье и Новое время

### Появление литературы на азербайджанском языке

Памятник Деде Коркуту в городе Нахичевань

Азербайджанский язык относится к огузской подгруппе тюркских языков. Огузский язык появился в регионе, начиная с XI—XII веков, с приходом тюркоязычных племён из Средней Азии. На протяжении двух столетий после своего появления в Иране огузы имели лишь устную литературу.
Эпическим памятником огузских племён, позднее вошедших также в состав азербайджанского народа, является героический эпос Деде Коркуд, который возник в Средней Азии, но окончательно сформировался предположительно на территории Азербайджана, где огузы жили более компактно. Общепринятый текст слагавшегося с IX века эпоса был составлен только в XV веке.
Азербайджанский литературный язык развился в основном на базе огузских и кипчакских племенных языков, однако испытал большое воздействие арабского и персидского языков. Насыщение азербайджанского литературного языка арабско-персидской лексикой в значительной степени отдалило его от народно-разговорного. C монгольскими нашествиями XIII века усиливается процесс тюркизации Азербайджана, начавшийся ещё в предыдущий период; к концу XV века он привёл к появлению азербайджанской народности со своим собственным языком тюркской группы. Письменная, классическая азербайджанская литература началась после монгольского нашествия и стала развиваться в XVI веке после того, как Сефевидская династия установила своё доминирование в Иране. Азербайджанская литература развивалась под сильным влиянием персидской литературы, и авторы, писавшие на азербайджанско-тюркском языке, были как правило двуязычны.
История азербайджанской литературы начинается с XIII века. Письменная азербайджанская литература возникла в XIV—XV веках. Энциклопедия «Ираника» первыми азербайджанскими поэтами называет Иззеддина Гасаноглу (XIII—XIV вв.) и Насими (XIV—XV вв.). Среди первых азербайджанских поэтов указывается современник Насими, правитель государства Джалаиридов Ахмед Джалаир.

### Литература XIV—XVIII веков

Памятник поэту XIV—XV веков Имадеддину Насими в Шемахе

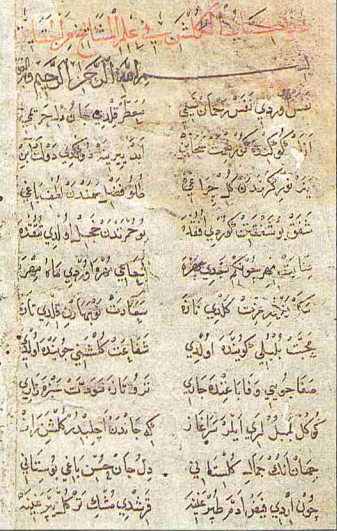
Страница из азербайджанского перевода «Гюльшани-раз», выполненного шейхом Алваном
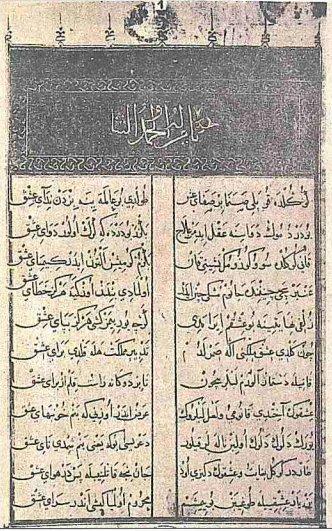
Страница из дивана Кади Бурханеддина
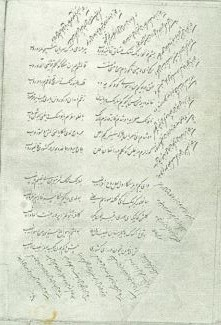
Страница из дивана Кишвери
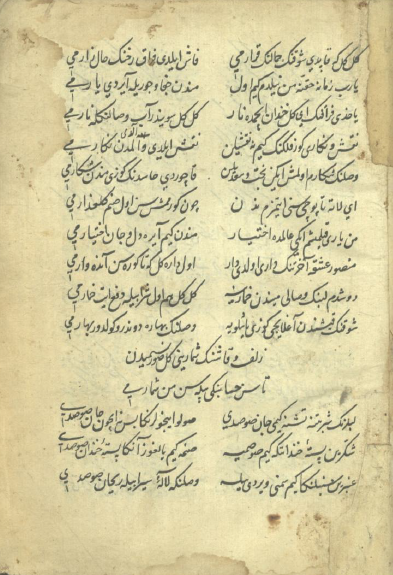
Страница из дивана Насими
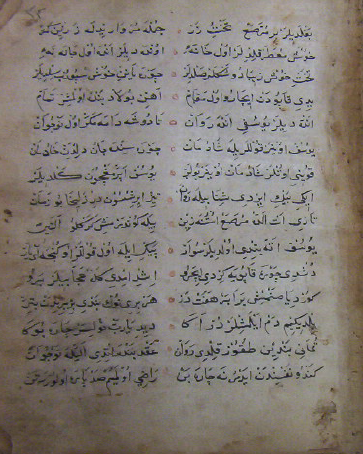
Страница из поэмы «Юсуф и Зулейха» Ахмеди Тебризи
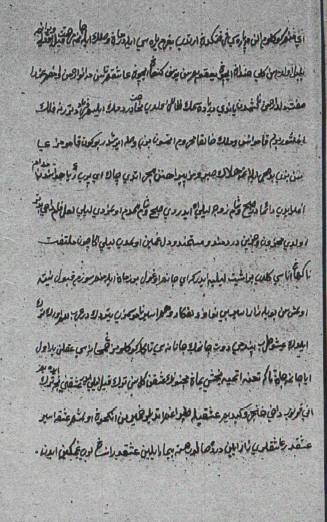
Страница из поэмы «Лейли и Меджнун» Хагири Тебризи
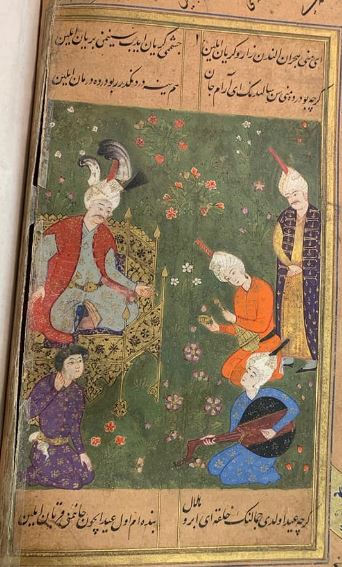
Страница из дивана Хатаи
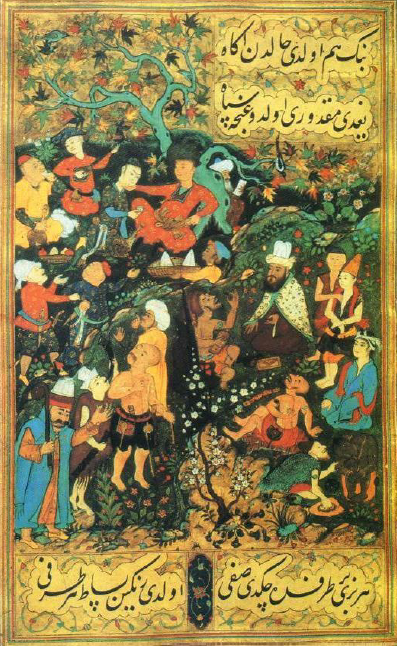
Миниатюра из поэмы «Гашиш и вино» Физули
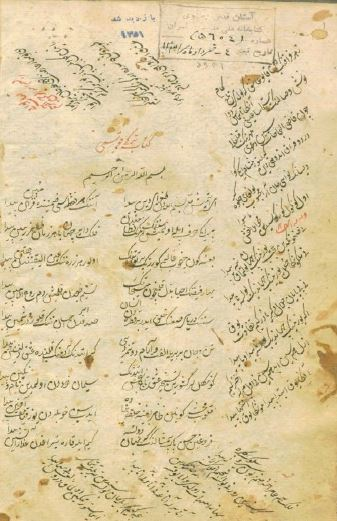
Страница из поэмы Ковси Тебризи
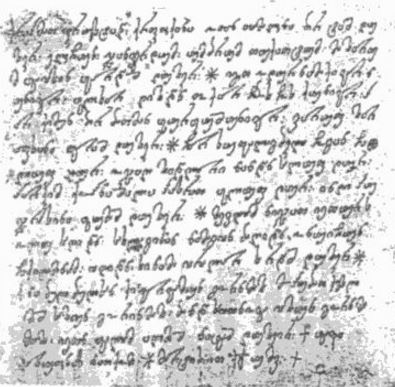
Стихи Саята-Новы на азербайджанском

## Литература XIX века

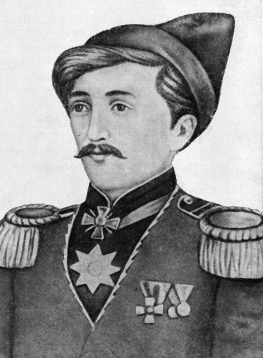
Аббасгулу Ага Бакиханов

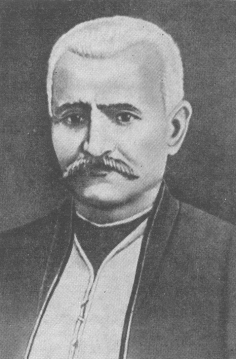
Мирза Фатали Ахундов

### Литература начала XX века

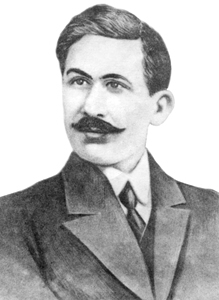
Аббас Саххат

### Литература Советского Азербайджана

Памятник Бахтияру Вагабзаде в Шеки